# Gino Malvestio
Gino Malvestio PIME (* 14. Januar 1938 in Noale, Venetien; † 7. September 1997) war ein italienischer Ordensgeistlicher und römisch-katholischer Bischof von Parintins in Brasilien.

## Leben
Gino Malvestio trat der Ordensgemeinschaft des Päpstlichen Instituts für die auswärtigen Missionen bei und empfing am 26. Juni 1965 das Sakrament der Priesterweihe.
Papst Johannes Paul II. ernannte ihn am 9. März 1994 zum Bischof von Parintins. Der Apostolische Nuntius in Brasilien, Erzbischof Alfio Rapisarda, spendete ihm am 14. Mai desselben Jahres die Bischofsweihe; Mitkonsekratoren waren der Erzbischof von Manaus, Luiz Soares Vieira, und sein Amtsvorgänger Giovanni Risatti PIME, Bischof von Macapá. 